# Novembre 1902

## Événements
- Empire russe : agitation ouvrière. Grève générale à Rostov-sur-le-Don.

- 1er novembre : la France et l'Italie signent un accord secret par lequel elles s'engagent à conserver leur neutralité en Afrique.

- 5 novembre :
  - À Ablis, William K. Vanderbilt établit un nouveau record de vitesse terrestre : 122,44 km/h.
  - À Dourdan, Henri Fournier établit un nouveau record de vitesse terrestre : 123,28 km/h.

- 17 novembre :
  - [1] première grève générale en Argentine, impliquant plus de 20 000 travailleurs.
  - À Dourdan, M. Augières établit un nouveau record de vitesse terrestre : 124,13 km/h.

- 21 novembre : Edward Gawler Prior devient premier ministre de la Colombie-Britannique.

## Naissances
- 6 novembre 1902 : Lucien Jacob, chef d'un groupe de résistants français bateliers du Rhin († 27 septembre 1943).
- 9 novembre : Anthony Asquith, réalisateur et scénariste britannique († 1968).
- 18 novembre : Franklin Adreon, réalisateur américain († 10 septembre 1979).
- 22 novembre : Philippe Leclerc de Hauteclocque, militaire français, Maréchal de France († 28 décembre 1947).
- 29 novembre : Carlo Levi, écrivain et peintre italien († 4 janvier 1975).

## Décès
- 2 novembre, Suisse : Rudolph Albert von Kölliker, biologiste suisse.

- 22 novembre, Allemagne : Friedrich Krupp, industriel allemand.